# 日本海東北自動車道
日本海東北自動車道（日语：／ Nihonkai-Tōhoku jidōshadō */?）是新潟縣新潟市江南區新潟中央系統交流道為起點，經過山形縣，終於秋田縣秋田市河邊系統交流道的高速公路。
略稱為日本海東北道（日语：／ Nihonkai-Tōhokudō */?）、日東道（日语：／ Nittōdō */?）。主線上的道路標識有這兩種的略稱方式，但廣播等交通資訊多以日本海東北道稱呼之。
從象潟交流道到本莊交流道為一般國道快速道路，其他路段則為高速自動車國道。
截止至2020年（令和2年）12月，新潟中央系統交流道（新潟縣新潟市江南區） - 朝日真秀場交流道（新潟縣村上市）間、溫海溫泉交流道（山形縣鶴岡市） - 遊佐比子交流道（山形縣遊佐町）間、象潟交流道（秋田縣仁賀保市） - 河邊系統交流道（秋田縣秋田市）間已經通車。
高速公路編號與秋田自動車道河邊系統交流道 - 小坂系統交流道區間共同編為「E7」。

## 概要
本道路是連接日本海側縱貫軸之新潟縣下越、山形縣庄内地方、秋田縣沿岸等三地域的高速公路。與盆地的東北自動車道，及太平洋沿岸的常磐自動車道、三陸沿岸道路等共同組成縱貫東北地方的路線之一。幾乎全線皆與國道7號並行，若全線通車後將是從近畿圏與中京圏來往北東北的最短路線。
此外，長時間作為基本計畫區間的朝日真秀場 - 溫海溫泉間、遊佐 - 象潟間的兩區間在2013年（平成25年）5月15日分別以日本海沿岸東北自動車道（國道7號）朝日溫海道路、遊佐象潟道路的名義事業化，全線通車指日可待。
由於通過豪雪地帶，冬季時經常針對普通輪胎車輛實施雪鏈管制。

### 路線名
- 北陸自動車道：新潟中央系統交流道（日语：新潟中央ジャンクション） - 新潟機場交流道（日语：新潟空港インターチェンジ）
- 日本海沿岸東北自動車道：新潟機場交流道 - 朝日真秀場交流道（日语：朝日まほろばインターチェンジ）
- 國道7號 朝日溫海道路：朝日真秀場交流道 - 溫海溫泉交流道[a]
- 日本海沿岸東北自動車道：溫海溫泉交流道 - 鶴岡系統交流道（日语：鶴岡ジャンクション）
- 東北横斷自動車道酒田線（日语：東北横断自動車道）：鶴岡系統交流道 - 酒田港交流道（日语：酒田みなとインターチェンジ）
- 日本海沿岸東北自動車道 : 酒田港交流道 - 遊佐鳥海交流道（日语：遊佐鳥海インターチェンジ）[b]
- 國道7號 遊佐象潟道路：遊佐鳥海交流道 - 象潟交流道[a]
- 國道7號 象潟仁賀保道路：象潟交流道 - 仁賀保交流道
- 國道7號 仁賀保本莊道路：仁賀保交流道 - 本莊交流道
- 日本海沿岸東北自動車道：本莊交流道 - 河邊系統交流道

國土開發幹線自動車道的路線名分別是新潟中央系統交流道到新潟機場交流道的「北陸自動車道」，以及新潟機場交流道到河邊系統交流道的「日本海沿岸東北自動車道」（日沿道）。而全段的路標標示都使用「日本海東北自動車道」的名稱。
最初，新潟中央系統交流道至新潟機場交流道是以北陸自動車道啟用，2002年（平成14年）5月26日新潟機場交流道至聖籠新發田交流道通車時改為日本海東北自動車道。交流道編號與里程牌也從北陸自動車道（米原系統交流道為起點）改以新潟中央系統交流道為起點。另外，鶴岡系統交流道至酒田港交流道在通車當時是以山形自動車道啟用，2012年（平成24年）3月24日溫海溫泉交流道至鶴岡系統交流道通車時編入日本海東北自動車道。
日本海東北自動車道與日本海沿岸東北自動車道名稱相近容易混淆，但日沿道本身是新潟市至青森市的區間名稱，開通區間除了日本海東北自動車道，還包括秋田自動車道的河邊系統交流道至二井白神交流道與大館能代機場交流道至小坂系統交流道，以及東北自動車道的小坂系統交流道至青森交流道。

## 交流道
- 交流道（IC）編號欄的背景色為■顯示該部分道路已經啟用。設施名欄的背景色為■顯示該部分設施尚未啟用。未開通路段名稱皆為臨時名稱。
- 智能交流道（SIC）以背景色■顯示。
- 巴士站（BS），○/●為使用中，◆為停用中設施。無標示者為沒有巴士站。
- IC為交流道的簡寫，SIC為智能交流道的簡寫，JCT為系統交流道的簡寫，SA為服務區的簡寫，PA為停車區（日语：パーキングエリア）的簡寫，TB為公路收費站的簡寫，BS為巴士站的簡寫，TN為隧道的簡寫。

| 交流道 編號     | 中文設施名                    | 日文設施名 | 英文設施名 | 接續路線名                                                                               | 起點 里程 （公里） | 巴士站 | 備註                                                                                            | 所在地 | 所在地          | 所在地          |
| --------------- | ----------------------------- | ---------- | ---------- | ---------------------------------------------------------------------------------------- | ------------------ | ------ | ----------------------------------------------------------------------------------------------- | ------ | --------------- | --------------- |
| E8 北陸自動車道 |                               |            |            |                                                                                          |                    |        |                                                                                                 |        |                 |                 |
| 42              | 新潟中央系統交流道            |            |            | E49 磐越自動車道                                                                         | 0.0                | -      |                                                                                                 | 新潟縣 | 新潟市          | 江南区          |
| 1               | 新潟龜田交流道                |            |            | 國道49號（龜田繞道） 新潟市道弁天線                                                      | 3.2                |        |                                                                                                 | 新潟縣 | 新潟市          | 江南区          |
| 1-1             | 新潟東智慧型交流道 西野巴士站 |            |            | 新潟縣道4號新潟港橫越線                                                                  | 7.4                | ○      |                                                                                                 | 新潟縣 | 新潟市          | 江南区          |
| 2               | 新潟機場交流道                |            |            | 新潟縣道16號新潟龜田內野線                                                               | 9.2                |        |                                                                                                 | 新潟縣 | 新潟市          | 江南区          |
| 2-1             | 豐榮服務區/智慧型交流道       |            |            | 新潟縣道27號新潟安田線（途經市道）                                                       | 11.7               |        | 新潟中央系統交流道方向出入口                                                                    | 新潟縣 | 新潟市          | 北區            |
| -               | 葛塚巴士站                    |            |            | -                                                                                        | 16.6               | ○      |                                                                                                 | 新潟縣 | 新潟市          | 北區            |
| 3               | 豐榮新潟東港交流道            |            |            | 新潟縣道46號新潟中央環狀線                                                               | 18.3               |        |                                                                                                 | 新潟縣 | 新潟市          | 北區            |
| 4               | 聖籠新發田交流道              |            |            | 國道7號（新新繞道）                                                                      | 25.7               | ○      |                                                                                                 | 新潟縣 | 北蒲原郡 聖籠町 | 北蒲原郡 聖籠町 |
| -               | 加治川紫雲寺巴士站            |            |            | -                                                                                        | 31.6               | ○      |                                                                                                 | 新潟縣 | 新發田市        | 新發田市        |
| -               | 救急車緊急出口通道            |            | /          | 新潟縣道21號新發田紫雲寺線                                                               | 31.6               |        | 聖籠新發田交流道方向出口 連接新潟縣立新發田醫院 附設加治川紫雲寺巴士站                          | 新潟縣 | 新發田市        | 新發田市        |
| 5               | 中條交流道                    |            |            | 新潟縣道591號中條交流道線                                                                | 36.9               |        |                                                                                                 | 新潟縣 | 胎內市          | 胎內市          |
| -               | 中條本線收費站                |            |            | -                                                                                        | 37.0               | -      |                                                                                                 | 新潟縣 | 胎內市          | 胎內市          |
| -               | 胎內智慧型交流道              |            |            | -                                                                                        | 41.4               |        | 新潟中央系統交流道方向出入口 智慧型交流道預定2022年度末啟用 同處的胎內巴士站於2020年3月31日廢除 | 新潟縣 | 胎內市          | 胎內市          |
| 6               | 荒川胎內交流道                |            |            | 國道113號（荒川道路）                                                                    | 46.6               |        |                                                                                                 | 新潟縣 | 村上市          | 村上市          |
| -               | 荒川停車區/巴士站             |            |            | -                                                                                        | 49.1               | ◆      | 巴士站休止中                                                                                    | 新潟縣 | 村上市          | 村上市          |
| 7               | 神林岩船港交流道              |            |            |                                                                                          | 53.7               |        | 鄰近道之驛神林（0.9公里）                                                                       | 新潟縣 | 村上市          | 村上市          |
| 8               | 村上瀨波溫泉交流道            |            |            | 新潟縣道286號岩船港線 新潟縣道531號村上神林線                                            | 57.7               |        |                                                                                                 | 新潟縣 | 村上市          | 村上市          |
| 9               | 村上山邊里交流道              |            |            | 新潟縣道207號大栗田村上線                                                                | 61.4               |        | 新潟中央系統交流道方向出入口                                                                    | 新潟縣 | 村上市          | 村上市          |
| 10              | 朝日三面交流道                |            |            | 新潟縣道349號鶴岡村上線                                                                  | 63.7               |        | 新潟中央系統交流道方向出入口                                                                    | 新潟縣 | 村上市          | 村上市          |
| 11              | 朝日理想鄉交流道              |            |            | 新潟縣道208號小揚猿澤線                                                                  | 67.5               |        | 鄰近道之驛朝日（0.8公里）                                                                       | 新潟縣 | 村上市          | 村上市          |
|                 | 大須戶交流道                  |            |            |                                                                                          |                    |        | 作為朝日溫海道路興建中                                                                          | 新潟縣 | 村上市          | 村上市          |
|                 | 大須戶第二交流道              |            |            | 國道7號（現道）                                                                          |                    |        | 作為朝日溫海道路興建中                                                                          | 新潟縣 | 村上市          | 村上市          |
|                 | 北中交流道                    |            |            |                                                                                          |                    |        | 作為朝日溫海道路興建中                                                                          | 新潟縣 | 村上市          | 村上市          |
|                 | 勝木交流道                    |            |            |                                                                                          |                    |        | 作為朝日溫海道路興建中                                                                          | 新潟縣 | 村上市          | 村上市          |
|                 | 府屋交流道                    |            |            |                                                                                          |                    |        | 作為朝日溫海道路興建中                                                                          | 新潟縣 | 村上市          | 村上市          |
|                 | 鼠關交流道                    |            |            | 國道345號                                                                                |                    |        | 作為朝日溫海道路興建中 預定附設道之驛                                                           | 山形縣 | 鶴岡市          | 鶴岡市          |
| 13              | 溫海溫泉交流道                |            |            | 山形縣道348號溫海川木野俁大岩川線                                                        | 104.2              |        |                                                                                                 | 山形縣 | 鶴岡市          | 鶴岡市          |
| -               | 溫海隧道                      |            |            | -                                                                                        | -                  | -      | 長6,022公尺 禁止載有危險品車輛通行                                                              | 山形縣 | 鶴岡市          | 鶴岡市          |
| 14              | 五十川交流道                  |            |            | 山形縣道61號菅野代堅苔澤線                                                               | 112.1              |        | 鶴岡系統交流道方向出入口                                                                        | 山形縣 | 鶴岡市          | 鶴岡市          |
| 15              | 三瀨交流道                    |            |            |                                                                                          | 116.9              |        | 鶴岡系統交流道方向出入口                                                                        | 山形縣 | 鶴岡市          | 鶴岡市          |
| -               | 矢引停車區                    |            |            | -                                                                                        | 121.5 121.6        |        | 只有停車場 里程分別為下行線、上行線                                                             | 山形縣 | 鶴岡市          | 鶴岡市          |
| 16              | 鶴岡西交流道                  |            |            | 國道7號                                                                                  | 125.4              |        |                                                                                                 | 山形縣 | 鶴岡市          | 鶴岡市          |
| -               | 鶴岡系統交流道收費站          |            |            | -                                                                                        | 128.5              | -      |                                                                                                 | 山形縣 | 鶴岡市          | 鶴岡市          |
| 17              | 鶴岡系統交流道                |            |            | E48 山形自動車道                                                                         | 130.0              | -      | 只限新潟方向⇔酒田方向、 山形方向⇔酒田方向                                                       | 山形縣 | 鶴岡市          | 鶴岡市          |
| 18              | 內機場交流道                  |            |            | 山形縣道33號庄內機場立川線                                                                 | 137.8              |        |                                                                                                 | 山形縣 | 酒田市          | 酒田市          |
| 19              | 酒田交流道                    |            |            | 國道7號                                                                                  | 144.9              |        |                                                                                                 | 山形縣 | 酒田市          | 酒田市          |
| -               | 酒田本線收費站                |            |            | -                                                                                        | 144.9              | -      |                                                                                                 | 山形縣 | 酒田市          | 酒田市          |
| 19-1            | 酒田中央交流道                |            |            | 國道47號（余目酒田道路） 山形縣道40號酒田松山線                                          | 149.8              |        |                                                                                                 | 山形縣 | 酒田市          | 酒田市          |
| 20              | 酒田港本線收費站              |            |            | -                                                                                        | 156.3              | -      |                                                                                                 | 山形縣 | 酒田市          | 酒田市          |
| 20              | 酒田港交流道                  |            |            | 山形縣道59號酒田八幡線                                                                   | 156.6              |        |                                                                                                 | 山形縣 | 酒田市          | 酒田市          |
| 21              | 遊佐比子交流道                |            |            | 國道7號                                                                                  | 162.1              |        | 酒田方向臨時出入口 2020年12月距離標為161.4KP 秋田方面出入口                                     | 山形縣 | 飽海郡 遊佐町   | 飽海郡 遊佐町   |
|                 | 遊佐菅里交流道                |            |            | 國道7號                                                                                  |                    |        | 酒田方向出入口 預定2023年度開通                                                                 | 山形縣 | 飽海郡 遊佐町   | 飽海郡 遊佐町   |
|                 | 遊佐鳥海交流道                |            |            | 國道345號                                                                                | 168.6              |        | 預定2023年度開通                                                                                | 山形縣 | 飽海郡 遊佐町   | 飽海郡 遊佐町   |
|                 | 吹浦交流道                    |            |            | 國道7號                                                                                  |                    |        | 預定2026年度開通                                                                                | 山形縣 | 飽海郡 遊佐町   | 飽海郡 遊佐町   |
|                 | 女鹿交流道                    |            |            | 國道7號                                                                                  |                    |        | 預定2026年度開通                                                                                | 山形縣 | 飽海郡 遊佐町   | 飽海郡 遊佐町   |
|                 | 小砂川交流道                  |            |            | 國道7號                                                                                  |                    |        | 預定2025年度開通                                                                                | 秋田縣 | 仁賀保市        | 仁賀保市        |
| 11              | 象潟交流道                    |            |            | 秋田縣道58號象潟矢島線                                                                   | 64.5               |        |                                                                                                 | 秋田縣 | 仁賀保市        | 仁賀保市        |
| 12              | 金浦交流道                    |            |            | 國道7號                                                                                  | 57.7               |        |                                                                                                 | 秋田縣 | 仁賀保市        | 仁賀保市        |
| 13              | 仁賀保交流道                  |            |            | 國道7號                                                                                  | 50.8               |        |                                                                                                 | 秋田縣 | 仁賀保市        | 仁賀保市        |
| -               | 兩前寺臨時出入口              |            |            | 國道7號（現道）                                                                          | 49.5               |        | 2012年10月27日廢除                                                                              | 秋田縣 | 仁賀保市        | 仁賀保市        |
| -               | 西目停車區                    |            |            | -                                                                                        | 44.5               |        |                                                                                                 | 秋田縣 | 由利本莊市      | 由利本莊市      |
| 14              | 本莊交流道                    |            |            | 國道107號                                                                                | 38.3               |        |                                                                                                 | 秋田縣 | 由利本莊市      | 由利本莊市      |
| 14-1            | 大內系統交流道                |            |            | 國道105號（岩谷道路）                                                                    | 29.1               | -      |                                                                                                 | 秋田縣 | 由利本莊市      | 由利本莊市      |
| 14-2            | 松崎龜田交流道                |            |            |                                                                                          | 22.2               |        |                                                                                                 | 秋田縣 | 由利本莊市      | 由利本莊市      |
| 15              | 岩城交流道                    |            |            | 秋田縣道44號雄和岩城線                                                                   | 16.7               |        |                                                                                                 | 秋田縣 | 由利本莊市      | 由利本莊市      |
| -               | 雄和停車區                    |            |            | -                                                                                        |                    |        | 預定2024年度啟用                                                                                | 秋田縣 | 秋田市          | 秋田市          |
| -               | 秋田機場本線收費站            |            |            | -                                                                                        | 2.8                | -      |                                                                                                 | 秋田縣 | 秋田市          | 秋田市          |
| 16              | 秋田機場交流道                |            |            | 秋田縣道61號秋田御所野雄和線                                                             | 2.4                |        |                                                                                                 | 秋田縣 | 秋田市          | 秋田市          |
| 5-1             | 河邊系統交流道                |            |            | E7 秋田自動車道（日本海沿岸東北自動車道） E46 秋田自動車道（東北橫斷自動車道釜石秋田線） | 0.0                | -      |                                                                                                 | 秋田縣 | 秋田市          | 秋田市          |

- 溫海溫泉交流道至鶴岡系統交流道的里程牌 (KP) 是以鶴岡系統交流道連接山形道的「130.1KP」為基準（鶴岡系統交流道至酒田港交流道是使用山形道的里程牌）。
- 河邊系統交流道至象潟交流道的里程牌暫時以秋田自動車道側的河邊系統交流道為起點。

## 收費
本道是由收費／免費區間組成。道路管理上，免費區間由國土交通省各河川國道事務所管理，收費區間由NEXCO東日本各管理事務所管理。

### 免費區間
荒川胎內交流道至朝日真秀場交流道、溫海溫泉交流道至鶴岡系統交流道、酒田港交流道至遊佐比子交流道、本莊交流道至岩城交流道的興建是由國家與地方自治體負擔興建費用的新直轄方式，因此前述區間除鶴岡西交流道至鶴岡系統交流道以外的區間不需收費。

### 收費區間
上述免費區間以外的路段與一般高速道路一樣收費。
2010年（平成22年）6月28日起，收費區間的新潟中央系統交流道至荒川胎內交流道、岩城交流道至河邊系統交流道實施免費化社會實驗，之後為了確保2011年（平成23年）3月11日東日本大震災的復興費用，同年6月20日0時結束實施。同日開始針對東日本大震災受災戶支援與復興的部分車輛實施免費措施，2012年（平成24年）3月31日結束。

## 歷史
| 1994 | (7月)(北陸自動車道)新潟中央系統交流道 - 新潟龜田交流道                                                  |
| 1995 | |
| 1996 | |
| 1997 | (10月)(山形自動車道)鶴岡系統交流道 - 酒田交流道 (11月)(北陸自動車道)新潟龜田交流道 - 新潟機場交流道     |
| 1998 | |
| 1999 | |
| 2000 | |
| 2001 | (7月) 秋田機場交流道 - 河邊系統交流道 (8月)(山形自動車道)酒田交流道 - 酒田港交流道                      |
| 2002 | (5月)新潟機場交流道 - 聖籠新發田交流道 (10月)聖籠新發田交流道 - 中條交流道、岩城交流道 - 秋田機場交流道 |
| 2003 | |
| 2004 | |
| 2005 | |
| 2006 | |
| 2007 | (9月)兩前寺臨時出入口 - 岩城交流道                                                                      |
| 2008 | |
| 2009 | (7月)中條交流道 - 荒川胎內交流道                                                                        |
| 2010 | (3月)荒川胎內交流道 - 神林岩船港交流道                                                                  |
| 2011 | (3月)神林岩船港交流道 - 朝日真秀場交流道                                                                |
| 2012 | (3月)溫海溫泉交流道 - 鶴岡系統交流道 (10月)金浦交流道 - 兩前寺臨時出入口                                |
| 2013 | |
| 2014 | |
| 2015 | (10月)象潟交流道 - 金浦交流道                                                                           |
| 2016 | |
| 2017 | |
| 2018 | |
| 2019 | |
| 2020 | (12月)酒田港交流道 - 遊佐比子交流道                                                                     |
| 2021 | |
| 2022 | |
| 2023 | |
| 2024 | (3月)遊佐比子交流道 - 遊佐鳥海交流道                                                                    |

- 1994年（平成6年）7月28日：北陸自動車道（當時）新潟中央系統交流道 - 新潟龜田交流道通車，同時與磐越自動車道連接。
- 1997年（平成9年）10月30日：山形自動車道（當時）庄內朝日交流道 - 酒田交流道開通[25]。
- 1997年（平成9年）11月13日：北陸自動車道（當時）新潟龜田交流道 - 新潟機場交流道開通。
- 2001年（平成13年）7月7日：秋田機場交流道 - 河邊系統交流道開通[26]。
- 2001年（平成13年）8月9日：山形自動車道（當時）酒田交流道 - 酒田湊交流道開通[25]。
- 2002年（平成14年）5月26日：新潟機場交流道 - 聖籠新發田交流道通車[27]，同時間新潟中央系統交流道 - 新潟機場交流道從北陸自動車道改稱日本海東北自動車道。
- 2002年（平成14年）10月20日：聖籠新發田交流道 - 中條交流道通車[27]。
- 2002年（平成14年）10月26日：岩城交流道 - 秋田機場交流道通車[27]。
- 2005年（平成17年）10月1日：日本道路公團民營化，改由東日本高速道路株式會社管理。
- 2006年（平成18年）2月7日：荒川交流道（現為荒川胎內交流道）- 朝日交流道成為新直轄區間。
- 2007年（平成19年）3月30日：廢除岩城收費站，改設秋田機場主線收費站。
- 2007年（平成19年）4月1日：豐榮智慧型交流道啟用。
- 2007年（平成19年）9月17日：兩前寺臨時出入口 - 岩城交流道通車，大内系統交流道與岩谷道路連接[28]。
- 2009年（平成21年）3月14日：救護車退出路（併設加治川紫雲寺巴士站）啟用。
- 2009年（平成21年）6月30日：取得國土交通大臣許可新設酒田中央系統交流道、鶴岡西交流道、三瀨交流道、五十川交流道、朝日第二交流道、村上第二交流道、神林交流道等各交流道[29]。
- 2009年（平成21年）7月18日：中條交流道 - 荒川胎內交流道通車[30][27]。
- 2010年（平成22年）2月2日：發表以收費路段（新潟中央系統交流道 - 荒川胎内交流道、岩城交流道 - 河邊系統交流道）為對象的高速公路免費化社會實驗方案[31]。
- 2010年（平成22年）2月15日：荒川胎內交流道 - 神林岩船港交流道路段將在2010年3月28日通車，朝日交流道、朝日第二交流道、村上第二交流道、村上交流道、神林交流道等各交流道也公布正式名稱為朝日真秀場交流道、朝日三面交流道、村上山邊里交流道、村上瀨波溫泉交流道、神林岩船港交流道[32]。
- 2010年（平成22年）3月28日：荒川胎内交流道 - 神林岩船港交流道通車[33]。
- 2010年（平成22年）4月1日：荒川胎内交流道 - 神林岩船港交流道間的管理單位從新潟國道事務所變更為羽越河川國道事務所[34]。
- 2010年（平成22年）6月28日：以收費路段（新潟中央系統交流道 - 荒川胎内交流道、岩城交流道 - 河邊系統交流道）為對象的高速公路免費化社會實驗開始[35]。
- 2011年（平成23年）3月27日：神林岩船港交流道 - 朝日真秀場交流道間通車[36][33]。
- 2011年（平成23年）6月20日：政府為了確保在2011年3月11日東日本大震災的復興費用，結束收費路段（新潟中央系統交流道 - 荒川胎内交流道、岩城交流道 - 河邊系統交流道）正在實行的免費化社會實驗，並暫時凍結以後的社會實驗。上述路段再度收費[37]。
東日本大震災受災戶支援、重建復興支援的部分車輛免費措施開始實施[38]。
- 2011年（平成23年）8月23日：國土交通省預計在9月發表朝日真秀場 - 溫海（現溫海溫泉）間、遊佐 - 象潟間兩區間整備案之檢討[39]。
- 2012年（平成24年）3月24日：溫海溫泉泉交流道 - 鶴岡系統交流道通車並連接山形自動車道[40]。同時鶴岡系統交流道 - 酒田港交流道間從山形自動車道改稱日本海東北自動車道[40]。
- 2012年（平成24年）3月31日：結束以東日本大震災受災者支援、復興與復舊支援為目的的免費措施[24]。[41]。
- 2012年（平成24年）10月27日：金浦交流道 - 兩前寺臨時出入口間通車，同時兩前寺臨時出入口廢除[20]。
- 2013年（平成25年）5月15日：曾作為基本計畫區間之朝日溫海道路、遊佐象潟道路事業化[2]，全線通車指日可待。
- 2015年（平成27年）10月18日：象潟交流道 - 金浦交流道間通車[42]。
- 2015年（平成27年）11月14日：隨著國道47號新庄酒田道路（余目酒田道路）通車，酒田中央交流道與酒田港收費站啟用[43] 。
- 2016年（平成28年）3月26日：新潟東智慧型交流道啟用[44]。
- 2016年（平成28年）11月29日：荒川停車區啟用[45]。
- 2019年（平成31年/令和元年） 9月4日：國土交通省公布日本海東北道暫定2車線區間的豐榮服務區/智慧型交流道 - 荒川胎內交流道區間，以及酒田中央交流道 - 酒田港交流道區間為10至15年後4線道化優先整備區間[46][47][48]。
- 2020年（令和2年）
  - 10月29日：酒田港交流道至遊佐比子交流道間將於2020年12月13日開通，原來暫名的遊佐比子交流道、遊佐十里塚交流道、遊佐鳥海交流道正名為遊佐比子交流道、遊佐菅里交流道、遊佐鳥海交流道[17]。
  - 12月13日：酒田港交流道至遊佐比子交流道間通車[17]。
- 2024年（令和4年）
  - 遊佐比子交流道 - 遊佐鳥海交流道開通[49]。

### 開通預定年度
- 2024年度：雄和停車區[21]
- 2025年度：小砂川交流道 - 象潟交流道[19][d]
- 2026年度：遊佐鳥海交流道 - 小砂川交流道[19][c]
- 未定：朝日真秀場交流道 - 溫海溫泉交流道[19]

## 路線狀況

### 車道、速限與收費
| 區間                                        | 車道 上下線=上行線+下行線 | 速限    | 收費 | 備註 |
| ------------------------------------------- | ------------------------- | ------- | ---- | ---- |
| 新潟中央系統交流道 - 豐榮服務區             | 4=2+2                     | 100km/h | 收費 |      |
| 豐榮服務區 - 荒川胎内交流道                 | 2=1+1 （暫定2車道）       | 70km/h  | 收費 | ※1   |
| 荒川胎内交流道 - 朝日真秀場交流道           | 2=1+1 （暫定2車道）       | 70km/h  | 免費 |      |
| （朝日真秀場交流道 - 溫海溫泉交流道未開通） |                           |         |      |      |
| 溫海溫泉交流道 - 鶴岡系統交流道             | 2=1+1 （暫定2車道）       | 70 km/h | 免費 |      |
| 鶴岡系統交流道 - 酒田港交流道               | 2=1+1 （暫定2車道）       | 70 km/h | 收費 | ※2   |
| 酒田港交流道 - 遊佐鳥海交流道               | 2=1+1 （暫定2車道）       | 80 km/h | 免費 |      |
| （遊佐鳥海交流道 - 象潟交流道未開通）       |                           |         |      |      |
| 象潟交流道 - 金浦交流道                     | 2=1+1 （暫定2車線）       | 80 km/h | 免費 |      |
| 金浦交流道 - 岩城交流道                     | 2=1+1 （暫定2車線）       | 70km/h  | 免費 |      |
| 岩城交流道 - 秋田機場交流道                 | 2=1+1 （暫定2車線）       | 70km/h  | 收費 |      |
| 秋田機場交流道 - 河邊系統交流道             | 3=1+22 （暫定3車線）      | 80km/h  | 收費 |      |

- ※1 : 豐榮服務區/智慧型交流道 - 荒川胎內交流道為4線道化優先整備區間[46][47][48]
- ※2 : 酒田中央交流道 - 酒田港交流道為4線道化優先整備區間[46][47][48]

大半的路段都是暫定2車道，但在部分交流道附近設有超車車道。此外，各主線收費站附近限速40km/h，在設置鐵柵分離帶的象潟交流道 - 仁賀保交流道間限速則是80km/h。
鶴岡系統交流道 - 酒田湊交流道的路段與其他的區間相比，有著較便宜的收費設定。

### 服務區、停車區
日本海東北道所有休憩設施都是無人設施，也沒有加油站。
矢引停車區沒有廁所。

### 主要橋梁與隧道
| 區間                                  | 構造物名       | 長度   | 長度   |
| 區間                                  | 構造物名       | 上行線 | 下行線 |
| ------------------------------------- | -------------- | ------ | ------ |
| 新潟機場交流道 - 豐榮服務區           | 阿賀架橋       | 951m   | 951m   |
| 神林岩船港交流道 - 村上瀨波溫泉交流道 | 山元隧道       |        | 228m   |
| 溫海溫泉交流道 - 五十川交流道         | 天魄山隧道     | 1,025m |        |
| 溫海溫泉交流道 - 五十川交流道         | 溫海隧道       | 6,022m |        |
| 五十川交流道 - 三瀨交流道             | 堅苔澤隧道     | 1,993m |        |
| 五十川交流道 - 三瀨交流道             | 小波渡隧道     | 2,496m |        |
| 三瀨交流道 - 鶴岡西交流道             | 三瀨隧道       | 544m   |        |
| 庄内機場交流道 - 酒田交流道           | 黑森赤川橋     |        | 230m   |
| 酒田交流道 - 酒田湊交流道             | 最上川白鳥大橋 |        | 670m   |
| 仁賀保交流道 - 西目停車區             | 出戶隧道       | 579m   |        |
| 仁賀保交流道 - 西目停車區             | 西目隧道       | 386m   |        |
| 仁賀保交流道 - 西目停車區             | 孔雀館隧道     | 432m   |        |
| 大內系統交流道 - 松崎龜田交流道       | 蘆川隧道       |        | 638m   |
| 松崎龜田交流道 - 岩城交流道           | 二古隧道       |        | 1,412m |
| 岩城交流道 - 秋田機場交流道           | 道川隧道       |        | 290m   |
| 岩城交流道 - 秋田機場交流道           | 板澤隧道       |        | 310m   |
| 秋田機場交流道 - 河邊系統交流道       | 雄物川橋       |        | 450m   |

#### 隧道數
| 區間                                  | 上行線 | 下行線 |
| ------------------------------------- | ------ | ------ |
| 新潟中央系統交流道 - 神林岩船港交流道 | 0      | 0      |
| 神林岩船港交流道 - 村上瀨波溫泉交流道 | 1      | 1      |
| 村上瀨波溫泉交流道 - 朝日真秀場交流道 | 0      | 0      |
| 溫海溫泉交流道 - 五十川交流道         | 2      | 2      |
| 五十川交流道 - 三瀨交流道             | 2      | 2      |
| 三瀨交流道 - 鶴岡西交流道             | 1      | 1      |
| 鶴岡西交流道 - 酒田港交流道           | 0      | 0      |
| 象潟交流道 - 仁賀保交流道             | 0      | 0      |
| 仁賀保交流道 - 西目停車區             | 3      | 3      |
| 西目停車區 - 大内系統交流道           | 0      | 0      |
| 大内系統交流道 - 松崎龜田交流道       | 1      | 1      |
| 松崎龜田交流道 - 岩城交流道           | 1      | 1      |
| 岩城交流道 - 秋田機場交流道           | 2      | 2      |
| 秋田機場交流道 - 河邊系統交流道       | 0      | 0      |
| 合計                                  | 13     | 13     |

※隧道內路段為暫定2車道配置模式時，上下線合算為1座隧道。

### 道路管理者
- NEXCO東日本
  - 新潟支社（日语：東日本高速道路新潟支社）
    - 新潟管理事務所：新潟中央系統交流道 - 荒川胎内交流道

  - 東北支社（日语：東日本高速道路東北支社）
    - 鶴岡管理事務所：鶴岡系統交流道收費站 - 酒田港交流道
    - 秋田管理事務所：岩城交流道 - 河邊系統交流道
- 國土交通省
  - 北陸地方整備局
    - 羽越河川國道事務所：荒川胎内交流道 - 朝日真秀場交流道

  - 東北地方整備局
    - 酒田河川國道事務所：溫海溫泉交流道 - 鶴岡系統交流道收費站、酒田港交流道 - 遊佐比子交流道
    - 秋田河川國道事務所：象潟交流道 - 岩城交流道

### 交通量
24小時交通量（台）　道路交通調查
| 區間                                        | 平成17（2005）年度 | 平成22（2010）年度 | 平成27（2015）年度 |
| ------------------------------------------- | ------------------ | ------------------ | ------------------ |
| 新潟中央系統交流道 - 新潟龜田交流道         | 16,139             | 27,673             | 18,382             |
| 新潟龜田交流道 - 新潟東智慧型交流道         | 11,947             | 27,860             | 14,316             |
| 新潟東智慧型交流道 - 新潟機場交流道         | 11,947             | 27,860             | 14,316             |
| 新潟機場交流道 - 豐榮服務區智慧型交流道     | 09,743             | 27,881             | 12,524             |
| 豐榮服務區智慧型交流道 - 豐榮新潟東港交流道 | 09,743             | 27,878             | 11,649             |
| 豐榮新潟東港交流道 - 聖籠新發田交流道       | 07,650             | 21,966             | 09,720             |
| 聖籠新發田交流道 - 中條交流道               | 05,660             | 21,561             | 09,515             |
| 中條交流道 - 荒川胎內交流道                 | 調査時未開通       | 15,721             | 07,864             |
| 荒川胎內交流道 - 神林岩船港交流道           | 調査時未開通       | 10,996             | 12,732             |
| 神林岩船港交流道 - 村上瀨波溫泉交流道       | 調査時未開通       | 調査時未開通       | 13,117             |
| 村上瀨波溫泉交流道 - 村上山邊里交流道       | 調査時未開通       | 調査時未開通       | 08,770             |
| 村上山邊里交流道 - 朝日三面交流道           | 調査時未開通       | 調査時未開通       | 06,571             |
| 朝日三面交流道 - 朝日真秀場交流道           | 調査時未開通       | 調査時未開通       | 05,642             |
| 朝日真秀場交流道 - 溫海溫泉交流道           | 未開通             | 未開通             | 未開通             |
| 溫海溫泉交流道 - 五十川交流道               | 調査時未開通       | 調査時未開通       | 05,064             |
| 五十川交流道 - 三瀨交流道                   | 調査時未開通       | 調査時未開通       | 06,339             |
| 三瀨交流道 - 鶴岡西交流道                   | 調査時未開通       | 調査時未開通       | 07,225             |
| 鶴岡西交流道 - 鶴岡系統交流道               | 調査時未開通       | 調査時未開通       | 01,221             |
| 鶴岡系統交流道 - 庄內機場交流道             | 03,204             | 09,751             | 03,251             |
| 庄內機場交流道 - 酒田交流道                 | 03,021             | 09,952             | 02,763             |
| 酒田交流道 - 酒田中央交流道                 | 01,687             | 05,259             | 01,358             |
| 酒田中央交流道 - 酒田港交流道               | 01,687             | 05,259             | 01,358             |
| 酒田港交流道 - 遊佐比子交流道               | 調査時未開通       | 調査時未開通       | 調査時未開通       |
| 遊佐比子交流道 - 象潟交流道                 | 未開通             | 未開通             | 未開通             |
| 象潟交流道 - 金浦交流道                     | 調査時未開通       | 調査時未開通       | 04,362             |
| 金浦交流道 - 仁賀保交流道                   | 調査時未開通       | 調査時未開通       | 09,342             |
| 仁賀保交流道 - 本莊交流道 ※                 | 調査時未開通       | 10,641             | 10,777             |
| 本莊交流道 - 大內系統交流道                 | 調査時未開通       | 10,075             | 09,876             |
| 大內系統交流道 - 松崎龜田交流道             | 調査時未開通       | 12,483             | 12,465             |
| 松崎龜田交流道 - 岩城交流道                 | 調査時未開通       | 11,387             | 11,372             |
| 岩城交流道 - 秋田機場交流道                 | 01,049             | 04,764             | 02,663             |
| 秋田機場交流道 - 河邊系統交流道             | 01,623             | 03,151             | 02,764             |

（來源：「平成22年度道路交通センサス （页面存档备份，存于）」・「平成27年度全国道路・街路交通情勢調査 （页面存档备份，存于）」（國土交通省網頁））
※平成22年度調査時，仁賀保交流道尚未完成，當時啟用的是兩前寺臨時出入口 - 本莊交流道路段。
- 平成22年度調査期間的收費路段全線實施高速公路免費化社會實驗。

- 令和2年度預定實施的交通量調査因嚴重特殊傳染性肺炎的影響而延期[50]。

## 地理

### 通過自治體
- 新潟縣
  - 新潟市（江南區 - 東區 - 北區） - 新發田市 - 北蒲原郡聖籠町 - 新發田市 - 北蒲原郡聖籠町 - 新發田市 - 胎内市 - 村上市
- 山形縣
  - 鶴岡市 - 酒田市 - 飽海郡遊佐町
- 秋田縣
  - 仁賀保市 - 由利本莊市 - 秋田市

### 連接高速公路
- E8 北陸自動車道（於新潟中央系統交流道直接連結）
- E49 磐越自動車道（於新潟中央系統交流道連接）
- E48 山形自動車道（於鶴岡系統交流道連接）
- E7/E46 秋田自動車道（於河邊系統交流道連接）

鶴岡系統交流道是只能從新潟方向往來酒田方向，以及從山形方向往來酒田方向的半套系統交流道，無法從新潟方向來往山形方向。因此要利用日本海東北道往來新潟方向與山形方向時，需要在鶴岡西交流道至鶴岡交流道間下高速道路改用國道7號。

### 備註
1. 1 2  興建中，尚未通車。
2. ↑  興建中，部分通車。
3. 1 2  土地收購、埋藏文化財調査、軟弱地盤對應工程、大規模橋梁工程等順利進行時。
4. 1 2  土地收購、埋藏文化財調査等順利進行時。
5. 1 2  包含前後的高架橋共1,600公尺。標示也為1,600公尺。

### 資料來源
1. ↑  . 国土交通省.   [2017-02-26]. （原始内容存档于2022-06-27）.
2. 1 2  . 国土交通省 東北地方整備局 酒田河川国道事務所.   [2013年6月30日]. （原始内容存档于2021年1月5日）.
3. ↑  . 毎日新聞. 2018-09-05  [2020-11-03]. （原始内容存档于2022-04-17）.
4. ↑   (PDF). 新潟交通株式会社. 2020-02-21  [2021-01-02]. （原始内容 (PDF)存档于2022-02-06）.
5. ↑   (PDF). 国土交通省 北陸地方整備局 羽越河川国道事務所. 2013-05-21  [2017-02-27]. （原始内容存档 (PDF)于2015-06-01）.
6. ↑   (PDF). 村上市: 14. 2013-06-01  [2017-02-27]. （原始内容存档 (PDF)于2021-01-05）.
7. ↑   (PDF). 新潟交通観光バス株式会社. 2016-08-31  [2016-10-03]. （原始内容存档 (PDF)于2017-08-21）.
8. ↑   (PDF). 村上岩船地域5市町村合併協議会.   [2017-02-26]. （原始内容存档 (PDF)于2021-01-05）.
9. ↑   (PDF). 日沿道工事連絡会. 2009-08  [2017-02-26]. （原始内容 (PDF)存档于2013-01-26）.
10. ↑  . 村上市. 2018-07-09  [2018-11-04]. （原始内容存档于2018-11-04）.
11. ↑  交流道擴建、朝日溫海道路啟用時，將整備連接道之驛朝日的道路[10]
12. 1 2 3 4 5 6   (PDF). 山形県庄内総合支庁/庄内開発協議会.   [2017-03-05]. （原始内容 (PDF)存档于2013年6月6日）.
13. 1 2   (PDF). 国土交通省 東北地方整備局 酒田河川国道事務所.   [2017-03-05]. （原始内容存档 (PDF)于2018-08-20）.
14. ↑   (PDF). 鶴岡市. 2017-05  [2018-11-04]. （原始内容存档 (PDF)于2021-01-05）.
15. 1 2   (PDF). 国土交通省東北地方整備局 酒田河川国道事務所. 2017-06-23  [2018-11-04]. （原始内容存档 (PDF)于2018-11-05）.
16. 1 2   (PDF). 国土交通省 東北地方整備局 酒田河川国道事務所.   [2018-02-10]. （原始内容 (PDF)存档于2022-02-06）.
17. 1 2 3 4   (PDF). 国土交通省東北地方整備局 酒田河川国道事務所・山形県・酒田市・遊佐町. 2020-10-29  [2020-10-29]. （原始内容存档 (PDF)于2022-08-19）.
18. 1 2 3 4 5   (PDF). 国土交通省 東北地方整備局 酒田河川国道事務所.   [2017-03-05]. （原始内容存档 (PDF)于2022-02-06）.
19. 1 2 3 4 5 6 7   (PDF). 国土交通省東北地方整備局. 2020-02-06  [2020-02-06]. （原始内容存档 (PDF)于2022-06-27）.
20. 1 2   (PDF). 国土交通省 東北地方整備局 秋田河川国道事務所. 2012-10-10  [2017-02-26]. （原始内容存档 (PDF)于2021-01-05）.
21. 1 2   (PDF). 東日本高速道路株式会社. 2020-10-23  [2021-03-18]. （原始内容存档 (PDF)于2022-10-16）.
22. ↑  鶴岡西交流道至鶴岡系統交流道間沒有交流道，因此必定會進入場合は鶴岡系統交流道以北的收費區間。
23. 1 2   (PDF). 国土交通省 道路局. 2011-06-08  [2017-03-04]. （原始内容存档 (PDF)于2022-05-17）.
24. 1 2  . 東日本高速道路株式会社/中日本高速道路株式会社/西日本高速道路株式会社/本州四国連絡高速道路株式会社. 2011-11-21  [2017-02-23]. （原始内容存档于2022-10-16）.
25. 1 2   (PDF). 山形県 県土整備部 道路整備課 高速道路整備推進室: 3. 2016-07  [2017-03-05]. （原始内容 (PDF)存档于2018-04-10）.
26. ↑   (PDF). 東日本高速道路株式会社: 24.   [2017-03-05]. （原始内容存档 (PDF)于2022-10-16）.
27. 1 2 3 4   (PDF). 東日本高速道路株式会社: 3. 2012-12-14  [2017-03-05]. （原始内容存档 (PDF)于2022-10-16）.
28. ↑  . 国土交通省東北地方整備局 秋田河川国道事務所. 2007-09-13  [2021-09-12]. （原始内容存档于2022-10-16）.
29. ↑  高速自動車國道へのインターチェンジの追加設置について （页面存档备份，存于） - 國土交通省道路局 2009年6月30日
30. ↑  . 東日本高速道路株式会社. 2009-04-23  [2021-09-12]. （原始内容存档于2022-10-16）.
31. ↑  平成22年度高速公路免費化社會實驗計畫（案）PDFPDF - 國土交通省 2010年2月2日
32. ↑  日本海東北自動車道 荒川胎内交流道〜神林岩船港交流道 平成22年3月28日通車PDFPDF - 國土交通省北陸地方整備局 2010年2月15日
33. 1 2   (PDF). 北陸地方整備局: 5. 2015-12  [2017-03-05]. （原始内容存档 (PDF)于2022-10-16）.
34. ↑  自4月1日起，日本海沿岸東北自動車道由羽越河川國道事務所管理PDFPDF - 國土交通省北陸地方整備局 2010年3月29日
35. ↑  平成22年度 高速公路免費畫社會實驗PDFPDF - 國土交通省 2010年6月15日
36. ↑   (PDF). 国土交通省北陸地方整備局 新潟国道事務所・羽越河川国道事務所・村上市. 2011-02-15  [2021-09-12]. （原始内容存档 (PDF)于2022-10-16）.
37. ↑   (PDF). 国土交通省 道路局. 2011-06-08  [2017-03-05]. （原始内容存档 (PDF)于2022-05-17）.
38. ↑  . 東日本高速道路株式会社/中日本高速道路株式会社/西日本高速道路株式会社/本州四国連絡高速道路株式会社. 2011-06-08  [2017-03-05]. （原始内容存档于2022-07-26）.
39. ↑  日本海沿岸道、早期に全線完成へ 9月に整備案検討開始 （页面存档备份，存于） - 47NEWS 2011年8月23日
40. 1 2  . 国土交通省東北地方整備局 酒田河川国道事務所・東日本高速道路株式会社. 2012-02-22  [2017-03-05]. （原始内容存档于2022-10-16）.
41. ↑  NEXCO東日本 お客さまへの大切なお知らせ 東日本大震災に伴う東北地方の高速道路の無料措置通行方法について 的存檔，存档日期2011-11-26.
42. ↑   (PDF). 國土交通省東北地方整備局 秋田河川國道事務所. 2015-08-20  [2015-08-20]. （原始内容存档 (PDF)于2016-09-10）.
43. ↑  . 東日本高速道路株式会社東北支社. 2015-10-02  [2015-11-14]. （原始内容存档于2020-02-14）.
44. ↑   (PDF). 新潟市 土木部 道路計畫課・東日本高速道路株式會社 新潟支社. 2016-02-17  [2016-02-17]. （原始内容存档 (PDF)于2019-11-17）.
45. ↑  . 新潟日報モア. 2016-11-29  [2016-12-01]. （原始内容存档于2016-12-13）.
46. 1 2 3   (PDF). 国土交通省. 2019-09-04  [2020-12-15]. （原始内容存档 (PDF)于2022-05-17）.
47. 1 2 3   (PDF). 国土交通省. 2019-09-04  [2020-12-15]. （原始内容存档 (PDF)于2022-05-17）.
48. 1 2 3  . トラベル Watch. 2019-09-06  [2021-03-18]. （原始内容存档于2022-07-04）.
49. ↑   (PDF) (新闻稿). 国土交通省東北地方整備局 酒田河川国道事務所・山形県・酒田市・遊佐町. 2024-01-31  [2024-01-31]. （原始内容存档 (PDF)于2024-07-14）.
50. ↑   (PDF). 国土交通省 道路局. 2020-10-14  [2021-05-09]. （原始内容存档 (PDF)于2022-03-27）.

## 關連項目
- 高速自動車國道
- 東北地方道路列表
- 中部地方道路列表
- 羽越本線

## 外部連結
- 東日本高速公路 （页面存档备份，存于）
- 道路通車資訊 （页面存档备份，存于） - 國土交通省道路局
- 國土交通省 東北地方整備局 （页面存档备份，存于）
  - 日本海沿岸東北自動車道 工事進展狀況 （页面存档备份，存于） - 秋田河川國道事務所 （页面存档备份，存于）
  - 日本海沿岸東北自動車道 （页面存档备份，存于） - 酒田河川國道事務所 （页面存档备份，存于）
- 國土交通省 北陸地方整備局 （页面存档备份，存于）
  - 日本海沿岸東北自動車道（日沿道）工事進展狀況 （页面存档备份，存于） - 羽越河川國道事務所 （页面存档备份，存于）